# Campeonato Mundial de Natação em Piscina Curta de 2022 - 4x50 m livre feminino
A prova dos 4x50 metros nado livre feminino do Campeonato Mundial de Natação em Piscina Curta de 2022 foi disputada no dia 15 de dezembro de 2022, no Melbourne Sports and Aquatics Centre, em Melbourne, na Austrália.

## Recordes
Antes desta competição, os recordes mundiais e do campeonato nesta prova eram os seguintes:
|                       | Nacionalidade  | Tempo   | Local     | Data                   |
| --------------------- | -------------- | ------- | --------- | ---------------------- |
| Recorde mundial       | Países Baixos  | 1:32.50 | Eindhoven | 12 de dezembro de 2020 |
| Recorde do campeonato | Estados Unidos | 1:34.03 | Hangzhou  | 16 de dezembro de 2018 |

Os seguintes recordes mundiais ou do campeonato foram estabelecidos durante esta competição:
| Data           | Evento | Nome                                                                                | Nacionalidade  | Tempo   | Notas                 |
| -------------- | ------ | ----------------------------------------------------------------------------------- | -------------- | ------- | --------------------- |
| 15 de dezembro | Final  | Torri Huske (24.08) Claire Curzan (23.30) Erika Brown (23.74) Kate Douglass (22.77) | Estados Unidos | 1:33.89 | Recorde do campeonato |

## Medalhistas
| Ouro | Prata | Bronze                                                                                               |
| Estados Unidos · Torri Huske · Claire Curzan · Erika Brown · Kate Douglass · Erin Gemmell[a] · Natalie Hinds[a] · Alexandra Walsh[a] | Austrália · Meg Harris · Madison Wilson · Mollie O'Callaghan · Emma McKeon · Alexandria Perkins[a] · Brittany Castelluzzo[a] | Países Baixos · Kim Busch · Maaike de Waard · Kira Toussaint · Valerie van Roon · Tessa Vermeulen[a] |

a  Nadadores que participaram apenas nas eliminatórias e receberam medalhas.

## Cronograma
Todos os horários são locais (UTC+11). 
| Data           | Hora  | Evento        |
| -------------- | ----- | ------------- |
| 15 de dezembro | 12:52 | Eliminatórias |
| 15 de dezembro | 21:46 | Final         |

## Resultados

### Eliminatórias
As eliminatórias ocorreram no dia 15 de dezembro com início às 12:52.
| Colocação | Bateria | Raia | Nacionalidade  | Nadadoras                                                                                             | Tempo   | Notas            |
| --------- | ------- | ---- | -------------- | --- | ------- | ---------------- |
| 1         | 1       | 5    | China          | Zhang Yufei (23.76) Liu Shuhan (24.06) Cheng Yujie (24.10) Yang Junxuan (24.16)                       | 1:36.08 | Q                |
| 2         | 1       | 2    | Austrália      | Meg Harris (23.85) Alexandria Perkins (24.10) Brittany Castelluzzo (24.29) Mollie O'Callaghan (23.90) | 1:36.14 | Q,               |
| 3         | 1       | 3    | Estados Unidos | Erika Brown (24.16) Erin Gemmell (24.34) Natalie Hinds (23.92) Alexandra Walsh (23.75)                | 1:36.17 | Q                |
| 4         | 1       | 4    | Países Baixos  | Kim Busch (24.06) Maaike de Waard (23.65) Valerie van Roon (23.75) Tessa Vermeulen (24.86)            | 1:36.32 | Q                |
| 5         | 1       | 6    | Reino Unido    | Anna Hopkin (23.99) Isabella Hindley (24.19) Imogen Clark (24.60) Abbie Wood (24.63)                  | 1:37.41 | Q                |
| 6         | 1       | 7    | Japão          | Yume Jinno (24.76) Miki Takahashi (24.33) Chihiro Igarashi (24.35) Ai Soma (24.30)                    | 1:37.74 | Q                |
| 7         | 2       | 2    | Suécia         | Sara Junevik (24.30) Sofia Åstedt (24.53) Sophie Hansson (24.52) Hanna Rosvall (24.58)                | 1:37.93 | Q                |
| 8         | 2       | 3    | Nova Zelândia  | Helena Gasson (24.99) Rebecca Moynihan (24.10) Emma Godwin (24.38) Erika Fairweather (24.98)          | 1:38.45 | Q,               |
| 9         | 2       | 3    | Hong Kong      | Sze Hang-yu (24.93) Stephanie Au (24.68) Ho Nam Wai (25.65) Chan Kin Lok (25.10)                      | 1:40.36 |                  |
| 10        | 2       | 5    | Eslováquia     | Teresa Ivanová (24.61) Martina Cibulková (25.87) Zora Ripková (25.51) Lillian Slušná (24.79)          | 1:40.78 | Recorde nacional |
| 11        | 2       | 6    | África do Sul  | Caitlin de Lange (24.33) Rebecca Meder (25.14) Emily Visagie (26.08) Milla Drakopoulos (25.25)        | 1:40.80 | Recorde africano |
| 12        | 2       | 7    | Peru           | Rafaela Fernandini (25.18) McKenna DeBever (25.20) Maria Fe Muñoz (27.22) Alexia Sotomayor (26.24)    | 1:43.84 |                  |

### Final
A final foi realizada no dia 15 de dezembro com início às 21:46.
| Colocação         | Raia | Nacionalidade  | Nadadoras                                                                                    | Tempo   | Notas              |
| ----------------- | ---- | -------------- | -------------------------------------------------------------------------------------------- | ------- | ------------------ |
| Medalha de ouro   | 3    | Estados Unidos | Torri Huske (24.08) Claire Curzan (23.30) Erika Brown (23.74) Kate Douglass (22.77)          | 1:33.89 | ,                  |
| Medalha de prata  | 5    | Austrália      | Meg Harris (23.98) Madison Wilson (23.51) Mollie O'Callaghan (24.01) Emma McKeon (22.73)     | 1:34.23 | Recorde da Oceania |
| Medalha de bronze | 6    | Países Baixos  | Kim Busch (24.20) Maaike de Waard (23.47) Kira Toussaint (24.01) Valerie van Roon (23.68)    | 1:35.36 |                    |
| 4                 | 1    | Suécia         | Sara Junevik (24.13) Michelle Coleman (23.28) Louise Hansson (23.78) Sophie Hansson (24.49)  | 1:35.68 |                    |
| 5                 | 4    | China          | Yang Junxuan (24.24) Cheng Yujie (23.67) Liu Shuhan (24.06) Wang Yichun (24.15)              | 1:36.12 |                    |
| 6                 | 2    | Reino Unido    | Anna Hopkin (23.94) Isabella Hindley (24.37) Imogen Clark (24.18) Abbie Wood (24.62)         | 1:37.11 |                    |
| 7                 | 7    | Japão          | Chihiro Igarashi (24.54) Miki Takahashi (24.43) Yume Jinno (24.47) Ai Soma (23.98)           | 1:37.42 |                    |
| 8                 | 8    | Nova Zelândia  | Helena Gasson (24.82) Rebecca Moynihan (24.13) Emma Godwin (24.40) Erika Fairweather (24.58) | 1:37.93 | Recorde nacional   |

Legenda
| Recorde mundial       | Recorde mundial (World record)               |                       | Recorde africano                      | Recorde africano (African) |                                           | Q | Classificado por posição (Qualified) |
| Recorde do campeonato | Recorde do campeonato (Championship record)  | Recorde da América    | Recorde da América (Americas)         | q                          | Classificado por melhor tempo (Qualified) |   |                                      |
| Melhor marca do ano   | Melhor marca do ano (World leading)          | Recorde asiático      | Recorde asiático (Asian)              | DNS                        | Não largou (Did not start)                |   |                                      |
| Recorde nacional      | Recorde nacional (National record)           | Recorde europeu       | Recorde europeu (European)            | DNF                        | Não terminou (Did not finish)             |   |                                      |
| Recorde pessoal       | Recorde pessoal do atleta (Personal best)    | Recorde da Oceania    | Recorde da Oceania (Oceania)          | DSQ / DQ                   | Desclassificado (Disqualified)            |   |                                      |
| Recorde da temporada  | Recorde da temporada do atleta (Season best) | Recorde sul-americano | Recorde sul-americano (South America) | NM                         | Sem marca (No mark)                       |   |                                      |